# Maciel Melo

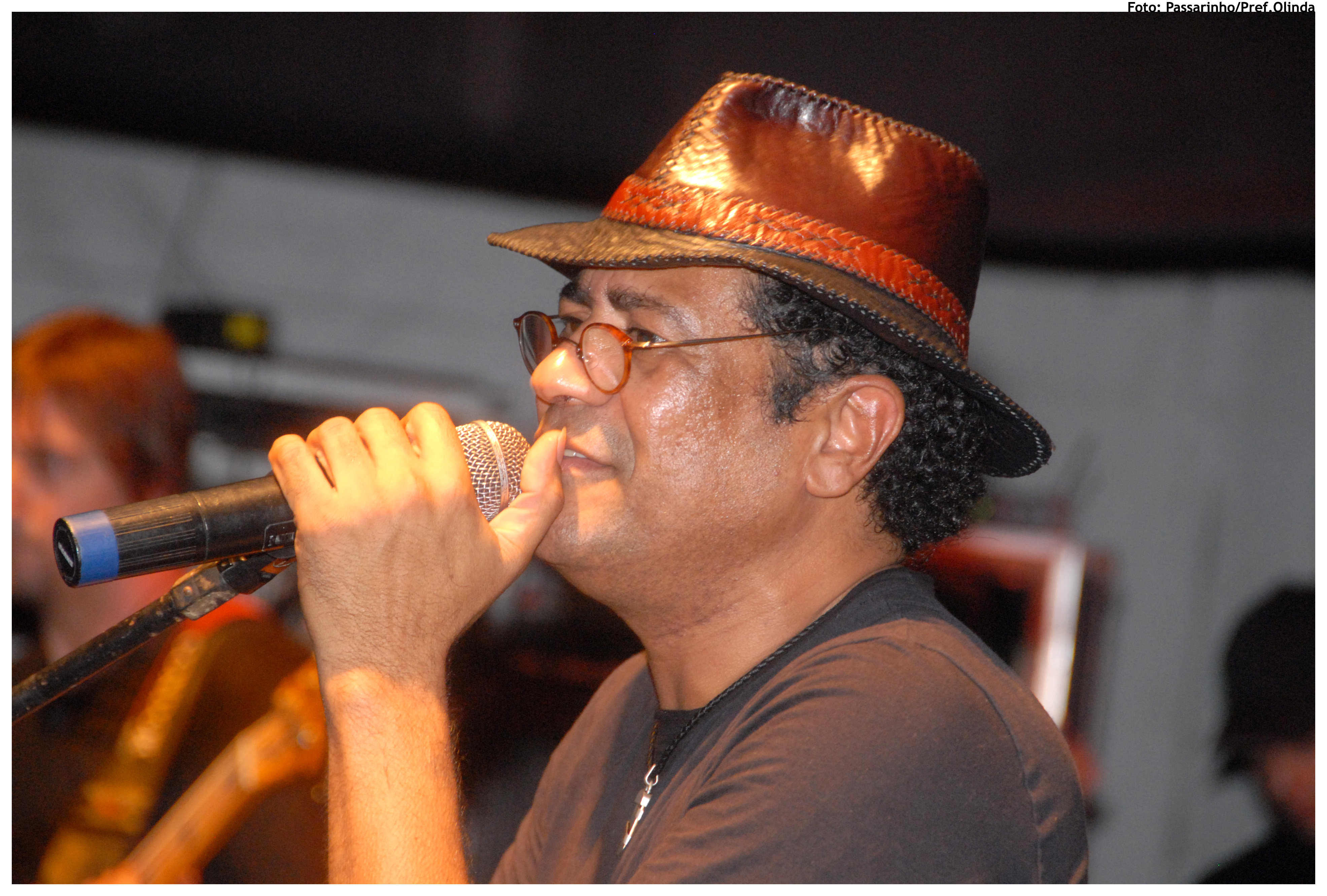
Maciel apresenta-se em Olinda, 2006 (foto: Passarinho/Prefeitura de Olinda)

Maciel Melo (Afogados da Ingazeira, 26 de maio de 1962) é um cantor e compositor brasileiro. Maciel destacou-se na história da música nordestina com o clássico Caboclo Sonhador, sucesso nas interpretações de Flávio José e Fagner.
Lançou seu primeiro disco em 1989, chamado "Desafio das Léguas". Na época ainda um jovem músico desconhecido, conseguiu com o seu talento atrair a participação de personagens importantes da música nordestina, como Vital Farias, Xangai, Dominguinhos e Dércio Marques.

## Discografia
- 1989 - Desafio das Léguas
- 1995 - Alegria de Nós Dois
- 1996 - Janelas
- 1997 - Retinas
- 1998 - Jeito Maroto
- 1998 - Sina de Cantador
- 2000 - Isso Vale um Abraço
- 2001 - Acelerando o Coração
- 2002 - O Solado da Chinela
- 2005 - Dê Cá um Cheiro
- 2006 - Nascente
- 2008 - Isso Vale um Abraço - Ao Vivo no Teatro Guararapes (CD/DVD)
- 2009 - Sem Ouro e Sem Mágoa
- 2010 - Debaixo do Meu Chapéu
- 2012 - Minha Metade
- 2014 - Na Quentura do Mormaço
- 2015 - Perfume de Carnaval
- 2017 - Outra Trilha